# カイザーシュマーレン

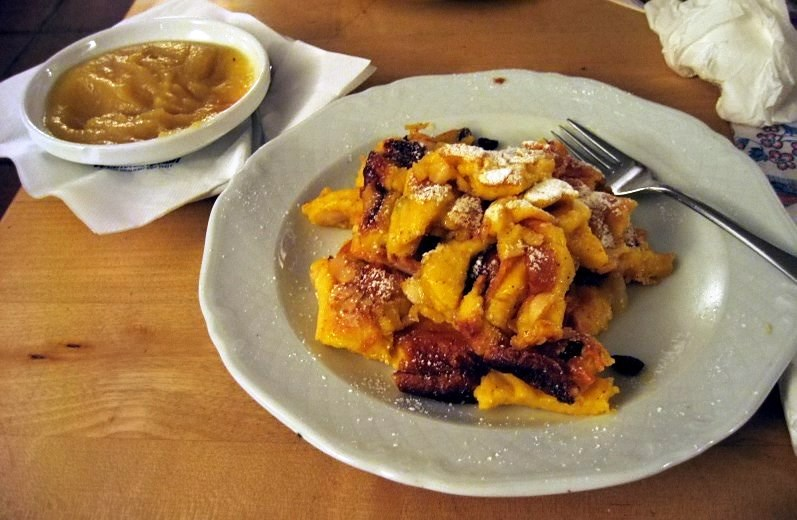
アップルソース（左上）を添えたカイザーシュマーレン

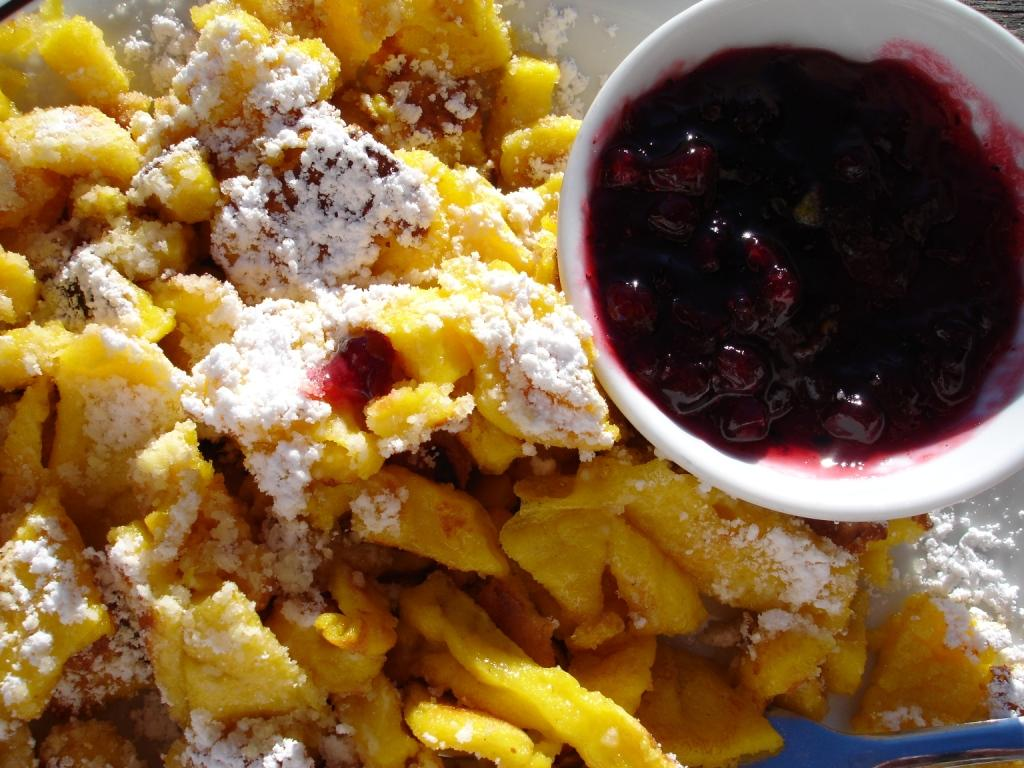
クランベリーソースを添えたカイザーシュマーレン

カイザーシュマーレン（独: Kaiserschmarren）、カイザーシュマーン（独: Kaiserschmarrn）は、オーストリアの最も有名なデザートのひとつであり、オーストリア＝ハンガリー帝国の時代から人気があり、ドイツバイエルン州でも人気のデザートである。カイザーシュマーレンはオーストリア料理およびドイツ料理のシュマーンと呼ばれるパンケーキのデザートの中でも洗練されたものの一つである。
ハンガリーではチャーサールモルジャ（ハンガリー語: császármorzsa）またはシュマルニ（smarni）という。

## 名称
カイザーシュマーレンの意味については、語源に関する論争がある。オーストリアドイツ語で「Kaiser」は「皇帝」と翻訳できるが、「Schmarrn」または「Schmarren」はやや難しい。ドイツ語の「Schmarren」は「Scharren」（こする）や「Schmieren」（なすりつける）と関係があり、こすったもの、引き裂いたもの、なすりつけたもの、と解釈される。オーストリア皇帝フランツ・ヨーゼフ1世が好んだデザートという逸話から、「皇帝が好んだふわふわした引き裂いたパンケーキ」は「皇帝の愚行、戯れ」と解釈され、「Schmarrn」には「ごたまぜ」「混乱」「愚行」「戯れ」「パンくず」「つまらないもの」「ふわふわしたもの」「ナンセンス」といった意味が付随するようになった。

## 調理
カイザーシュマーレンは、薄いパンケーキで、小麦粉、卵、砂糖、塩、および牛乳を混ぜ合わせた甘い生地をバターで焼いて作る。カイザーシュマーレンの調理には様々な方法がある。卵白と卵黄を分け、卵白を固くつのが立つまで泡立てから、小麦粉、砂糖と混ぜた卵黄、その他の材料（ナッツ、サクランボ、スモモ、リンゴジャムや小さく切ったリンゴ、キャラメルをまぶした干しぶどう、アーモンド片）を加える。種実類や果実類は本来のレシピには含まれておらず、個々の料理人が好みで加えたものである。元のレシピにはラム酒に浸けた干しぶどうだけが入っていた。
バターを溶かしたフライパンに生地を流し込み、パンケーキが固まりかけたら引き裂いて小片にする。調理後に細長く裂いて、通常、粉砂糖をふりかけ、アップルソースやプラムソース、またはスモモ、コケモモ、イチゴやリンゴといった果物のコンポートを添えて温製で供される。カイザーシュマーレンは通常デザートとして供されるが、オーストリア・アルプス山岳など観光地のレストランや宿泊施設では昼食としても供され、十分ボリュームのある食事となる。

## 由来
カイザーシュマーレンはオーストリア皇帝フランツ・ヨーゼフ1世のために最初に調理されたと一般に信じられているが、その由来には諸説ある。ある疑わしい説は、皇帝とヴィッテルスバッハ家出身の妻エリーザベトに関わるものである。皇后エリーザベトは腰回りを細く保つことに執心し、王室の料理人に低カロリーのデザートのみを調理するよう命じて、厳格なことで悪名高い皇帝を狼狽させ、いらだたせた。料理人がこのデザートを用意すると、エリーザベトは栄養豊富すぎることを理由に食べることを拒否した。激怒したフランツ・ヨーゼフは「では、料理人がどんな「Schmarrn」を即席で作ったか見せてくれ」と皮肉を言った。結局フランツ・ヨーゼフはこれを気に入り、エリーザベトの分まで平らげた。こうして、この皇帝の承認を得たデザートは帝国中でカイザーシュマーレンと呼ばれた。